# 17799 Petewilliams
17799 Petewilliams è un asteroide della fascia principale. Scoperto nel 1998, presenta un'orbita caratterizzata da un semiasse maggiore pari a 2,7330017 UA e da un'eccentricità di 0,1068942, inclinata di 5,47507° rispetto all'eclittica.